# Morbillivirus
Morbillivirus è un genere di virus appartenente all'ordine Mononegavirales, alla famiglia Paramyxoviridae e alla sottofamiglia Orthoparamyxovirinae. Sono dei virus a singolo filamento di RNA e provvisti di capside che causano patologie, come morbillo, cimurro del cane (malattia di Carrè), peste bovina e peste dei piccoli ruminanti, altamente infettive.

## Specie
Fino al 1988 erano state identificate 4 specie di Morbillivirus, che causano infezioni a mammiferi terrestri, uomo compreso. Negli ultimi anni, però, si sono verificate diverse epidemie che hanno interessato mammiferi marini come focidi e cetacei, che hanno portato alla istituzione di altre specie virali.
Ad oggi, al genere sono ascritte le seguenti specie:
- Virus del cimurro canino (Canine morbillivirus) che colpisce animali appartenenti alle famiglie Canidae, Mustelidae, Procyonidae
- Morbillivirus dei cetacei (Cetacean morbillivirus)
- Morbillivirus dei felini (Feline morbillivirus)
- Virus del morbillo (Measles morbillivirus) - specie tipo
- Virus della peste dei piccoli ruminanti (Small ruminant morbillivirus)
- Virus del cimurro delle foche (Phocine morbillivirus)
- Virus della peste bovina (Rinderpest morbillivirus)

Tutti i virus appartenenti al genere sono antigenicamente correlati.